# Alois Bubák
Alois Bubák, né le 20 ou 22 août 1824 à Kosmonosy (empire d'Autriche) et mort le 6 mars 1870 à Prague, est un peintre et illustrateur austro-hongrois.

## Biographie
Alois Bubák est né le 20, ou 22 août 1824 à Kosmonosy.
Alois Bubák est le fils d'un sculpteur sur bois. Après avoir obtenu son diplôme d'un gymnasium à Mladá Boleslav, il commence à étudier dans un collège de théologie à Prague sur le souhait de ses parents. Cependant, son talent et son amour de l'art l'amène rapidement à l'Académie des beaux-arts de Prague. Ses professeurs sont M. Ruben, directeur de l'académie, et Maximilian Joseph Haushofer, un peintre paysagiste. Tous deux apprécient ses progrès rapides et son désir d'une expression artistique originale.
Il se concentre sur l'art paysager. En tant qu'étudiant, il voyage aux monts des Géants, dans les Alpes et le Sud-Ouest de la Bohême. Il présente ensuite ses œuvres dans plusieurs expositions. Parmi les plus célèbres figurent Paysage autour de l'Elbe, Paysage sous Studničov, Lac Gossau et deux peintures de la région de Bad Ischl. L'empereur Ferdinand 1er d'Autriche achète sa représentation de l'étang de Holná, en Bohême du Sud. Des critiques apprécient également son Lac Plökenstein, dans la Forêt de Bohême, pour son réalisme, ses détails à l'avant et sa large perspective à l'arrière. Selon eux, cette peinture a dépassé celles de son professeur Haushofer. D'autres célèbres paysages inclus Temps pluvieux dans les Alpes, Dans la région de Bezděz, Autour de Trosky et d'autres.
En plus de créer des peintures à l'huile et des aquarelles, il peint dans une école de commerce et dans un lycée pour filles à Prague. Il contribue à de nombreuses  illustrations pour les magazines Květy et Světozor (par exemple, le pavillon d'été Hvězda ou le palais de Strakonice).
Très actif, il peint et enseigne inlassablement pour subvenir aux besoins de sa grande famille. Le stress permanent et le manque de repos contribuent à sa contraction de la tuberculose en été 1868 et à sa mort deux ans plus tard, le 6 mars 1870 à Prague,. Selon plusieurs sources, il est mort en 1871,,.

## Galerie

Œuvres non localisées attribuées à Alois Bubák
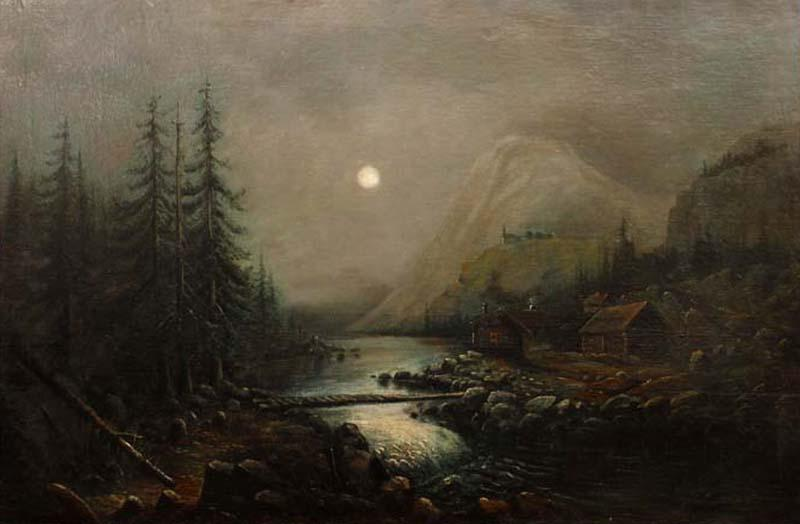
Ruisseau de montagne sous la pleine lune
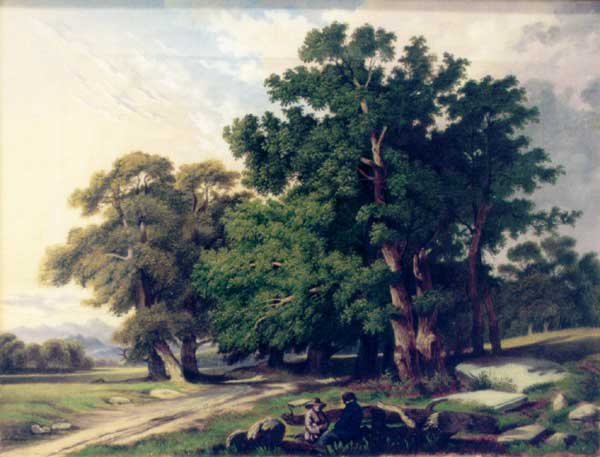
Sentier dans la Forêt
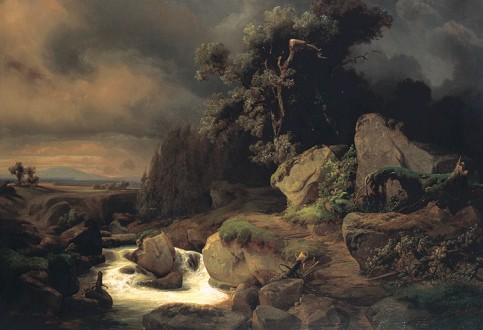
Paysage avant la tempête
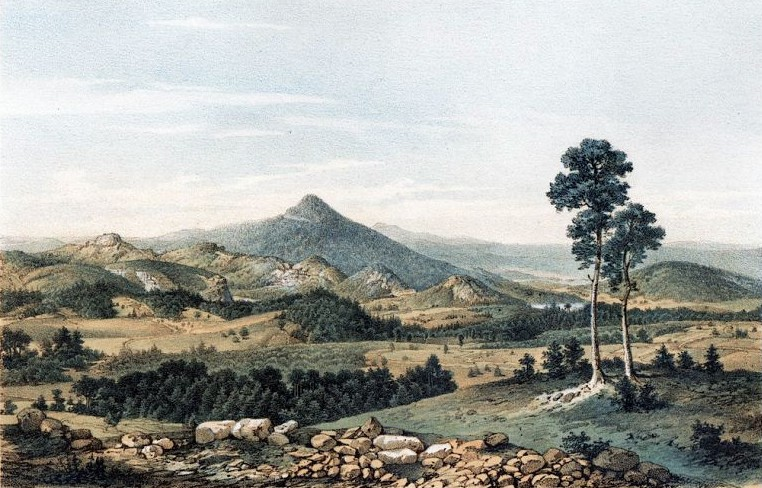
Ralsko et Děvín (1869)
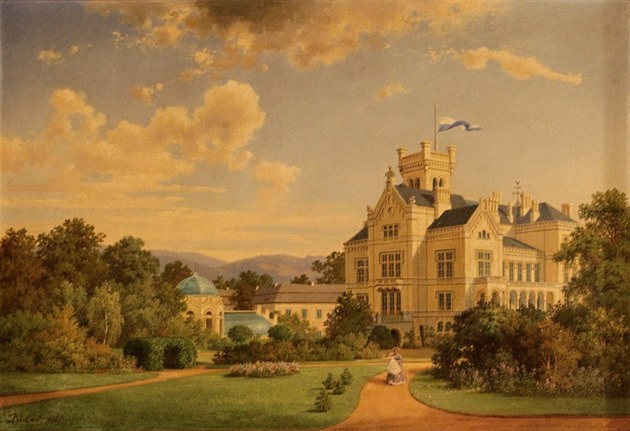
Le Château Trmice